# Red Headed Stranger
Red Headed Stranger är ett musikalbum av Willie Nelson som lanserades 1975. Albumet var det första som Nelson gjorde för skivbolaget Columbia efter att ha lämnat Atlantic Records, och det kom att bli ett av hans mest framgångsrika. Skivan är ett konceptalbum som följer en man som mördar sin otrogna fru och hennes älskare. "Blue Eyes Crying in the Rain" blev en stor hitsingel i USA. Även "Remember Me" släpptes som singel från albumet. Albumet listades av Rolling Stone som #183 i listan The 500 Greatest Albums of All Time. Albumet är även upptaget av USA:s kongressbibliotek i deras "National Recording Registry".

## Låtlista
(kompositör inom parentes)
1. "Time of the Preacher" (Willie Nelson) - 2:26
2. "I Couldn't Believe It Was True" Eddy Arnold, Wally Fowler - 1:32
3. "Time of the Preacher Theme" (Willie Nelson) - 1:13
4. "Medley: Blue Rock Montana/Red Headed Stranger" (Nelson, Carl Stutz, Edith Lindeman) - 1:36
5. "Blue Eyes Crying in the Rain" (Fred Rose) - 2:21
6. "Red Headed Stranger" (Carl Stutz, Edith Lindeman) - 4:00
7. "Time of the Preacher Theme" (Willie Nelson) - 0:25
8. "Just As I Am" (Charlotte Elliott, William B. Bradbury) - 1:45
9. "Denver" (Willie Nelson) - 0:53
10. "O'er the Waves" (Juventino Rosas, arr. av Willie Nelson) - 0:47
11. "Down Yonder" (L. Wolfe Gilbert) - 1:56
12. "Can I Sleep in Your Arms" (Hank Cochran) - 5:24
13. "Remember Me" (Melba Mable Bourgeois) - 2:52
14. "Hands on the Wheel" (Bill Callery) - 4:22
15. "Bandera" (Willie Nelson) - 2:19

## Listplaceringar
- Billboard 200, USA: #28[2]